# Aceria lamii
Aceria lamii är en spindeldjursart som först beskrevs av Johan Ivar Liro 1943.  Aceria lamii ingår i släktet Aceria, och familjen Eriophyidae. Arten är reproducerande i Sverige.